# Maurice Bouchor
Pour les articles homonymes, voir Bouchor.
Maurice Bouchor, né le 16 novembre 1855 à Paris et mort à Paris 14e le 17 janvier 1929, est un poète et auteur dramatique français.

## Biographie
Maurice Bouchor est l'auteur de Chansons joyeuses (1874), Poèmes de l'amour et de la mer (1875), Le Faust moderne (en prose et en vers, 1878) et Les Contes parisiens (en vers, 1880). Son Aurore (1883) montre une tendance au mysticisme, qui atteint sa pleine expression dans Les Symboles (1888 ; 1895), la plus intéressante de ses œuvres d'après l'Encyclopædia Britannica.
Frère du peintre Félix Bouchor, Maurice Bouchor dessine et fabrique des personnages pour théâtre de marionnettes, les paroles étant dites ou chantées par lui-même ou ses amis, Georges Berr, Henri Signoret, Raoul Ponchon, Amédée Pigeon, Félix Rabbe et Jean Richepin. Les marionnettes sont sculptées par Jean-Baptiste Belloc et Henri-Édouard Lombard avec l'aide de Félix. Ces pièces miniatures sur des sujets religieux, Tobie (1889), Noël (1890) et Sainte Cécile (1892), sont jouées à Paris de 1888 à 1894 au Petit-Théâtre des marionnettes de la galerie Vivienne, sous la gérance d'Alphonse Bouvret.
Une pièce en vers, Conte de Noël, est jouée au Théâtre-Français en 1895. Avec le musicien Julien Tiersot, il travaille à la conservation des chants populaires français et publie Chants populaires pour les écoles (1897). En 1903, il écrit La Morvandelle, un chant populaire à la gloire du Morvan.
Il est nommé chevalier de la Légion d'honneur le 31 décembre 1889 par le ministère de l'Instruction publique.
Souvent utilisée sous forme de textes de dictées et de récitations dans l'enseignement primaire, sa production poétique est aujourd'hui tombée dans l'oubli. Certains de ses poèmes, notamment du recueil Poèmes de l'amour et de la mer, ont été mis en musique par le compositeur Ernest Chausson, dont il était l'ami.
Il semble que ses contes (Les Fées notamment) aient été la première lecture du jeune Jean-Paul Sartre, du moins les premières histoires que lui lut sa mère, avant qu'il ne sache lire lui-même. Comme il le raconte dans Les Mots, c'est son grand-père, Charles Schweitzer, qui avait acheté au jeune Sartre « Les Contes du poète Maurice Bouchor, récits tirés du folklore et mis au goût de l'enfance par un homme qui avait gardé, disait-il, des yeux d'enfant. »
L’Académie française lui décerne prix Vitet en 1892 pour l'ensemble de son œuvre poétique et le prix Auguste-Furtado en 1921 pour ses Chansons animées.
En 1922, il reçoit le Prix Henry-Buguet de la Société des Gens de Lettres. 
Il est le père de l'écrivain Jean Bouchor (Paris 5e, 17 septembre 1882 - 1953), né d'Emma Perné, qu'il épouse le 9 octobre 1890.

## Portrait
« Le feutre négligemment posé sur une tête puissante au front large, la barbe fluviale, les moustaches fortes, le teint coloré, l'œil mélancolique tout embruni de spleen anglais, correct d'allure, la voix ténue, l'air quelque peu joyeux, heureux de vivre, rien n'indique chez M. Maurice Bouchor cette inquiétude de l'au-delà qui le fit devenir végétarien. Ce fut sans doute dans un accès de bouddhisme que le poète des Symboles prit cette détermination condensée par lui dans un sonnet resté célèbre :
Je ne me nourris plus de cadavres, tant mieux !
Apaisant dans ma chair un monstre furieux,
Je tâche de ne point faire pleurer les anges. »

Maurice Bouchor a entretenu avec Paul Bourget une liaison affectueuse, voire amoureuse entre novembre 1869 et juin 1870. Ils demeurent des amis proches par la suite.

## Contes et fables
- Contes * Contes transcrits par Henri Bouchor. D'après la tradition française, Paris : Armand Colin, septième édition, 1922.
- Contes ** Contes transcrits par Henri Bouchor. D'après la tradition européenne, Paris : Armand Colin, sixième édition, 1922.
- Contes ***  Contes transcrits par Henri Bouchor. D'après la tradition orientale et africaine, Paris : Armand Colin, cinquième édition, 1922.
- Fables choisies et transcrites par Henri Bouchor. Paris : Armand Colin, sixième édition, s.d. (1917).

## Œuvres mises en musique
Par Claude Debussy :
- Romance (Non, les baisers d'amour) FL 23, 1881-1882.
- Chanson triste (Le Matelot qui tombe à l'eau) FL 24, 1881-1882.

Par Ernest Chausson :
- Le Temps des lilas, poème, 1877.
- Le Petit Sentier, poème, 1878.
- Chanson, poème, 1878.
- L'Âme des bois, poème, 1878.
- Quatre mélodies, quatre poèmes, opus 8, 1886-1888.
- Épithalame, poème, 1886.
- La Tempête, d'après Shakespeare, traduction de M. Bouchor, opus 18, 1888.
- La Légende de sainte Cécile, opus 22, 1891.
- Poème de l'amour et de la mer, opus 19, 1882-1892.
- Chants de Shakespeare, quatre chants d'après Shakespeare, trad. de Bouchor, opus 29, 1890-1897.